# Tragic City
Tragic City (в переводе с англ. — «Трагический город») — третий студийный альбом белорусского музыкального проекта ЛСП, выпущенный 28 апреля 2017 года. Является продолжением датированного 2015 годом Magic City. В 2020 году получил своё продолжение — One More City.
Это последний альбом ЛСП, в записи которого участвовал Рома Англичанин, умерший 30 июля 2017 года.

## Предпосылки и продвижение
2 марта 2016 года ЛСП выпускает песню «Плевок в вечность» в качестве первого сингла с ещё не озаглавленного альбома. В августе 2016 года в сеть «утекло» демо песни «Канкан» (тогда — «Капкан»). Олег отнёсся к новости отрицательно, сравнив слив песни с кражей куска коржа, но заключил, что тот, кто ждёт и не перебивает аппетит сырым тестом, по итогу получит … [шикарный] торт.
11 февраля 2017 года вышел сингл «Феникс», который почему-то тоже был назван «первым синглом с грядущего альбома», как и более ранний «Плевок в вечность».
22 апреля 2017 года был выпущен третий сингл — «Деньги не проблема», который ранее уже исполнялся на концертах ЛСП, как, впрочем, и «Ещё один день».

## Релиз
28 апреля 2017 года состоялся релиз альбома. Приглашённый исполнитель всего один — Лёха Никонов (группа «ПТВП»), ближе к концу альбома декламирующий стихотворение про конец света. Однако это не единственный сюрприз: в песне «Монетка» куплет исполнил сам Рома Англичанин, ранее работавший только над музыкальным оформлением и звучанием ЛСП. Исполняемый им куплет был написан его коллегой по группе «Грязь» — автором-исполнителем Денисом Астаповым. Кроме того, изначально песня «Монетка» готовилась для совместного мини-альбома ЛСП и Фараона «Кондитерская», однако Голубин забраковал записанный Савченко куплет, и работа над коллаборацией была отложена. В результате песня пошла на Tragic City, а второй куплет достался на сочинение и исполнение группе «Грязь».
20 мая на песню «Монетка» был опубликован видеоклип. В августе 2018 года музыкальное видео было заблокировано на территории России.
2 октября 2017 года вышла экранизация песни «Тело». Трогательное видео посвящено Роме Англичанину, скончавшемуся 30 июля 2017 года. В роли Романа Сащеко в клипе снялся петербургский видеоблогер Дмитрий Ларин. 4 октября Ларин выложил на своём канале бекстейдж-влог со съёмок музыкального видео, в котором, среди прочего, отметил, что взять его на роль Англичанина клипмейкеров сподвигли комментарии под видеоклипом «Монетка», в которых обыгрывалось внешнее сходство Дмитрия и Романа. Как заявил видеоблогер, Олег снимался отдельно из-за несовпадения их графиков. Бекстейдж отснявшей клип команды Dope Films был опубликован 7 октября.

## Приём критиков
«Это альбом об абсолютной слабости человека перед воспоминаниями», — отзывается об альбоме Андрей Недашковский в рецензии от The Flow. И продолжает следующими рассуждениями: «О будущем же хочется сказать вот что: сложно представить, как после такого альбома написать ещё хоть что-то. Правила вселенной ЛСП и её логика доведены до пика. А после таких песен как „Тело“ и „Ещё один день“ — всё, только лечь на землю и умереть».
«Афиша» об альбоме отозвалась следующим образом: «Олег ЛСП и Рома Англичанин удивили. И звучанием, где внутренняя Атланта потеснилась в пользу заигрываний с гитарной музыкой, синтивейва, чистого попа и даже футворка. И самой историей. Олег показывал себя сильным сторителлером ещё на „Виселицце“, но здесь ему удалось рассказать полномасштабную историю, проходящую через весь альбом».
Портал The Flow назвал альбом лучшим релизом среди отечественных альбомов 2017 года.

### Отзывы коллег
Спустя несколько месяцев после выхода альбома Pharaoh отозвался о Tragic City следующим образом: «Гениальный альбом».

## Список композиций
| №                   | Название                                | Автор(ы)                    | Продюсер(ы)                    | Длительность |
| ------------------- | --------------------------------------- | --------------------------- | ------------------------------ | ------------ |
| 1.                  | «Ползать»                               | Олег Савченко               | Рома Англичанин                | 3:23         |
| 2.                  | «Монетка»                               | Савченко Денис Грязь [ 14 ] | Lapi (ex-FrozenGangBeatz)      | 3:20         |
| 3.                  | «Деньги не проблема»                    | Савченко                    | Southgarden Рома Англичанин    | 3:57         |
| 4.                  | «Тело»                                  | Савченко                    | Рома Англичанин                | 3:45         |
| 5.                  | «Воскресение»                           | Савченко                    | Davip                          | 3:01         |
| 6.                  | «Лабиринт отражений»                    | Савченко                    | Рома Англичанин                | 2:58         |
| 7.                  | «Белый танец»                           | Савченко                    | Рома Англичанин                | 4:35         |
| 8.                  | «Отброс»                                | Савченко                    | Рома Англичанин                | 2:32         |
| 9.                  | «Канкан»                                | Савченко                    | Рома Англичанин                | 4:14         |
| 10.                 | «Ещё один день»                         | Савченко                    | Рома Англичанин                | 4:04         |
| 11.                 | «Интерлюдия» (при участии Лёха Никонов) | Лёха Никонов                | Рома Англичанин                | 1:06         |
| 12.                 | «Конец света»                           | Савченко                    | Рома Англичанин                | 5:48         |
| 13.                 | «Плевок в вечность» (бонус)             | Савченко                    | Flash Youngin’ YG On The Track | 3:14         |
| Общая длительность: | Общая длительность:                     | Общая длительность:         | Общая длительность:            | 45:57        |

## Участники записи
| Текст / вокал: - Олег Савченко — 1–10, 12, 13 - Денис Грязь (текст) / Рома Англичанин (вокал) — 2 - Лёха Никонов — 11 Музыка: - Рома Англичанин — 1, 3, 4, 6–12 - Lapi (ex-FrozenGangBeatz) — 2 - Southgarden — 3 - Davip — 5 - Flash Youngin’ — 13 - YG On The Track — 13 | Гитара: - Константин Рожков — 4, 9 - Антон Докучаев («ПТВП») — 7, 10 - Евгений Попов (IWFYLS) — 7 Саксофон: Леон Суходольский (The Uniquetunes) — 7, 9 Звукозапись: Nestanda Records, Twin Pigs Music Дизайн: Наталия Каюрова, Павел Барашков Сведение / мастеринг: Олег Савченко, Рома Англичанин |